# Brigitte Autran
Brigitte Marie Nicole Autran (* 1954 in Paris als Brigitte Grossin) ist eine französische Ärztin und Professorin am Hôpital de la Salpêtrière. Sie ist in Immunologie, Impfstoffen, Immunschwäche und Transplantation spezialisiert. Sie ist für ihre Forschungsarbeiten zur Behandlung von AIDS-Patienten bekannt. Im Juli 2022 wurde sie Vorsitzende des französischen Komitees für die Überwachung und Antizipation von Gesundheitsrisiken.

## Leben
Brigitte Autran studierte Medizin und war von 1978 bis 1983 Assistenzärztin an den Pariser Krankenhäusern. Sie war 1981 die erste Assistenzärztin, die im Krankenhaus Bichat-Claude-Bernard mit einem AIDS-Patienten konfrontiert wurde. Sie legte 1983 ihre Doktorarbeit in Medizin an der Universität Paris VII vor. 1992 schrieb sie eine weitere Doktorarbeit in Immunologie mit dem Titel Réponses t cytotoxiques au VIH et contrôle des fonctions de cytotoxicité exercées par les cellules cd8+cd57+, für die sie 1991 den Bernard-Halpern-Preis erhielt.
1994 wurde sie Universitätsprofessorin am Hôpital de la Salpêtrière.
Sie leitet im Hôpital de la Salpêtrière die Abteilung für Immunologie sowie den Bereich für medizinische Biologie und Pathologie. Ihre wichtigsten Beiträge befassen sich mit der Immunologie von HIV.
Seit 2009 koordiniert sie das Programm Infection-Cancer-Immunité im Rahmen des Institut fédératif de recherche 113 sowie das Forschungsteam Immunité et Immunogénétique antivirale et vaccinale, das dem Institut national de la santé et de la recherche médicale (Inserm) angegliedert ist. Sie hat ein Konsortium für Impfstoffforschung Consortium de recherches vaccinales (CoReVac) bei der Nationalen Allianz für Gesundheitswissenschaften Alliance nationale pour les sciences de la vie et de la santé (Aviesan) und dem Institut für Mikrobiologie und Infektionskrankheiten (IMMI) entwickelt.
Sie gehört zu dem Team spanischer und französischer Forscher, das im Januar 2013 einen therapeutischen Impfstoff ankündigte, der das Fortschreiten von AIDS vorübergehend verlangsamt. Dieses Ergebnis ist zwar noch weit von einem universellen und endgültigen therapeutischen Impfstoff entfernt, aber es kann als Proof of Concept angesehen werden.
Von 2007 bis Ende 2013 hat sie ihr Fachwissen über die Sicherheit von Impfstoffen als Mitglied des Global advisory committee on vaccine safety der Weltgesundheitsorganisation eingebracht.
Im Juli 2022 wurde sie zur Vorsitzenden des französischen Komitees für Überwachung und Antizipation von Gesundheitsrisiken ernannt, der den wissenschaftlichen Rat über COVID-19 ersetzte.

## Privatleben
Brigitte Autran ist mit einem Manager aus der Industrie verheiratet. Sie haben zwei Kinder.

## Auszeichnungen
- Ritter der Ehrenlegion (2005)
- Offizier des Verdienstordens Ordre national du Mérite (2012)